# جانشینی (فصل ۲)
فصل دوم مجموعه تلویزیونی کمدی درام آمریکایی جانشینی در ۱۱ اوت ۲۰۱۹ از اچ‌بی‌او پخش شد. سازنده سریال جسی آرمسترانگ به عنوان مجری برنامه در این فصل فعالیت می‌کند. داستان این سریال دربارهٔ خانواده روی، صاحبان شرکت جهانی رسانه و سرگرمی ویستار رویکو، و مبارزه آنها برای کنترل شرکت در میان عدم اطمینان در مورد سلامت پدر خانواده است.

## بازیگران و شخصیت‌ها

### اصلی
- هیام عباس در نقش مارسیا روی
- نیکولاس براون در نقش گرگ هیرش
- برایان کاکس در نقش لوگان روی
- کیرن کالکین در نقش رومن روی
- داگمارا دومینچیک در نقش کارولینا نووتنی
- پیتر فریدمن در نقش فرانک ورنون
- ناتالی گلد در نقش راوا روی
- متیو مک فادین در نقش تام وامبسگانز
- آرین مؤید در نقش استیو حسینی
- آلن راک در نقش کانر روی
- جین اسمیت-کمرون در نقش جری کلمن
- سارا اسنوک در نقش شیو روی
- جرمی استرانگ در نقش کندال روی
- راب یانگ در نقش لارنس یی

## قسمت‌ها
| شم. کلی | شم. در فصل | عنوان                   | کارگردان                               | نویسنده               | تاریخ انتشار اصلی | U.S. تعداد بیننده (میلیون) |
| ------- | ---------- | ----------------------- | -------------------------------------- | --------------------- | ----------------- | -------------------------- |
| ۱۱      | ۱          | «The Summer Palace»     | Mark Mylod                             | Jesse Armstrong       | ۱۱ اوت ۲۰۱۹       | 0.612                      |
| ۱۲      | ۲          | «Vaulter»               | Andrij Parekh                          | Jon Brown             | ۱۸ اوت ۲۰۱۹       | 0.603                      |
| ۱۳      | ۳          | «Hunting»               | Andrij Parekh                          | Tony Roche            | ۲۵ اوت ۲۰۱۹       | 0.607                      |
| ۱۴      | ۴          | «Safe Room»             | Shari Springer Berman & Robert Pulcini | Georgia Pritchett     | ۱ سپتامبر ۲۰۱۹    | 0.577                      |
| ۱۵      | ۵          | «Tern Haven»            | Mark Mylod                             | Will Tracy            | ۸ سپتامبر ۲۰۱۹    | 0.507                      |
| ۱۶      | ۶          | «Argestes»              | Matt Shakman                           | Susan Soon He Stanton | ۱۵ سپتامبر ۲۰۱۹   | 0.610                      |
| ۱۷      | ۷          | «Return»                | Becky Martin                           | Jonathan Glatzer      | ۲۲ سپتامبر ۲۰۱۹   | 0.508                      |
| ۱۸      | ۸          | «Dundee»                | Kevin Bray                             | Mary Laws             | ۲۹ سپتامبر ۲۰۱۹   | 0.579                      |
| ۱۹      | ۹          | «DC»                    | Mark Mylod                             | Jesse Armstrong       | ۶ اکتبر ۲۰۱۹      | 0.705                      |
| ۲۰      | ۱۰         | «This Is Not for Tears» | Mark Mylod                             | Jesse Armstrong       | ۱۳ اکتبر ۲۰۱۹     | 0.660                      |

## بازخورد

### بازخورد منتقدین
فصل دوم با استقبال گسترده منتقدان مواجه شد. در وب‌سایت جمع‌آوری نقد راتن تومیتوز، این فصل دارای امتیاز ۹۷ درصدی با میانگین امتیاز ۸٫۹/۱۰، بر اساس ۲۳۸ بررسی است. اجماع انتقادی این وب‌سایت می‌گوید: «جانشینی به شکلی خنده‌دار بازمی‌گردد، با نوشته‌های تند، اجراهای استثنایی، و سطح شگفت‌انگیز جدیدی از همدردی با برخی از شخصیت‌های کمتر دوست‌داشتنی تلویزیون». در متاکریتیک، فصل دارای میانگین وزنی ۸۹ از ۱۰۰ است، بر اساس ۱۹ منتقد، که نشان دهنده «تحسین جهانی» است.

### جوایز و نامزدی‌ها
فصل دوم ۱۸ نامزدی با ۸ برنده در جوایز امی ساعات پربیننده دریافت کرد. از جمله سریال درام برجسته، جرمی استرانگ برای بهترین بازیگر نقش اول مرد در مجموعه تلویزیونی درام، چری جونز برای بازیگر مهمان برجسته در سریال درام، جسی آرمسترانگ برای نویسندگی برجسته برای سریال درام، برای اپیزود «این برای اشک نیست» و آندری پارک برای کارگردانی برجسته برای قسمت «شکار». برایان کاکس، متیو مک‌فادین، کیرن کالکین، نیکولاس براون، سارا اسنوک، جیمز کرامول، و هریت والتر همگی نامزد بازیگری شدند.